# Prosvjedi povodom smrti Georgea Floyda
Povodom ubojstva Georgea Floyda 25. svibnja 2020. godine, došlo je do nasilnih prosvjeda u SAD-u. Započeli su 26. svibnja 2020. u Minneapolisu prije nego što su se proširili na ostatak Sjedinjenih Američkih Država. Prvi od prosvjeda započeli su zbog smrti nenaoružanog afroamerikanca Georgea Floyda, koji je preminuo nakon što je Derek Chauvin, službenik policijske uprave Minneapolis, klečao na njegovom vratu 8 minuta i 46 sekundi po Floydovu uhićenju. Uz Dereka Chauvina bila su još trojica policajca koji su sudjelovali u uhićenju, a svi su 26. svibnja otpušteni i protiv njih je pokrenuta istraga.
Ovo su bili najveći prosvjedi u SAD-u od ubojstva Martina Luthera Kinga, Jr. 1968. godine.

## Galerija
- Požar u Minneapolisu, Minnesota
- Vatrogasci pregledaju nastalu štetu u Minneapolisu, 28. svibnja 2020.
- Protesti u Columbusu, Ohio, 28. svibnja 2020.
- Gradsko jezgro u Indianapolisu, 29. svibnja 2020.
- Početak povorke u Brooklynu, New York, 30. svibnja 2020.
- Jedinice SWAT-a nameću policijski sat u Charlestonu, Južna Karolina, 31. svibnja 2020.